# Cheile Turzii
Les gorges de Cheile Turzii constitueixen una zona protegida d'interès nacional que correspon a la 4a categoria de la UICN (reserva natural de tipus mixt), situada a la província de Cluj, a una distància de 6 km a l'oest de Turda, al llarg de la vall de Hășdate.
|  |  |

## Descripció
Tenen una longitud de 1.300 m i una alçada de paret de fins a 200m. Les gorgues ocupen una superfície de 324 ha i es van formar per l'erosió de la roca calcària del Juràssic pel riu Hășdate.
Les Gorges de Cheile Turzii ofereixen un paisatge càrstic d'un desert rar: penya-segats alts i escarpats, serres agudes, torres de pedra, valls pedregoses, runa, arcs, etc. Contenen més de 1.000 espècies de plantes, animals, papallones, alguns representen elements rars com all salvatge, àguila de roca, llangardaix de l'estany, teix, cremós, clavell blanc, papallona de roca.

### Ponts i senders turístics
Els 4 ponts de Cheile Turzii sobre Valea Hășdate, numerats en direcció a les aigües de la vall, són els següents: - Pont 1 ("Pont de la Cova") - Pont 2 ("Mig de la clau") - Pont 3 ("cau rentat") - Pont 4 ("Porta de claus").
La ruta del camí turístic (també anomenat "el camí inferior"):
- Des del poble de Petreștii de Jos fins al pont 1 ("Podul Peşterilor"): seguiu la riba esquerra de la vall.
- Entre la coberta 1 ("Podul Peșterilor") i la coberta 2 ("Key Middle"): riba dreta.
- Entre la coberta 2 ("Mijlocul Chei") i la coberta 3 ("Vizuina spălată"): marge esquerre.
- Entre la coberta 3 ("Vizuina spălată") i la coberta 4 ("Portița Cheilor"): marge dret.
- Des de la coberta 4 ("Portița Cheilor") fins a la casa rural: marge esquerre.

## Formació de claus
La roca calcària que forma les gorges de Turzii es va dipositar fa uns 150 milions d'anys. Mitjançant moviments molt lents, el massís calcari es va anar elevant gradualment a la superfície. Les aigües de la vall de Hășdate van excavar i transportar les roques, però les aigües es van mantenir gairebé al mateix nivell.

## Històric
Al punt "Piatra Tăiată" (monument històric situat a prop de la "Font dels romans"; coordenades de la font: 46° 35'28 "N 23° 42'41" E) era a l'època romana la principal pedrera de la ciutat i el campament romà Potaissa. Al segle xix, quan encara eren visibles les traces d'explotacions romanes, es van fer observacions detallades sobre les tècniques de separació i avançament massiu dels blocs de pedra calcària.
Des de la pedrera, es va transportar una columna d'1,5 m d'alçada amb un diàmetre de 0,34 m fins a l'església del poble veí de Cheia .
A la pedrera i als voltants es van descobrir rajoles, claus, pantalles de llum, fragments de ceràmica i diverses monedes (un tetradraquma, un denar de l'època de l'emperador romà Domicià, un denar de l'època de Macrí i dues monedes més). Les troballes indiquen l'existència d'un assentament a prop de la pedrera calcària romana.
El jaciment arqueològic del punt "White Hill" està inscrit a la llista de monuments històrics del comtat de Cluj elaborada pel Ministeri de Cultura i Patrimoni Nacional de Romania el 2010.

## Dades biogeogràfiques
A Turzii hi ha unes 1.000 espècies de plantes, com ara la pota del gall, allheal, Omagua, púrpura de l'iris, àguiles, plata de sorba, all salvatge, etc.

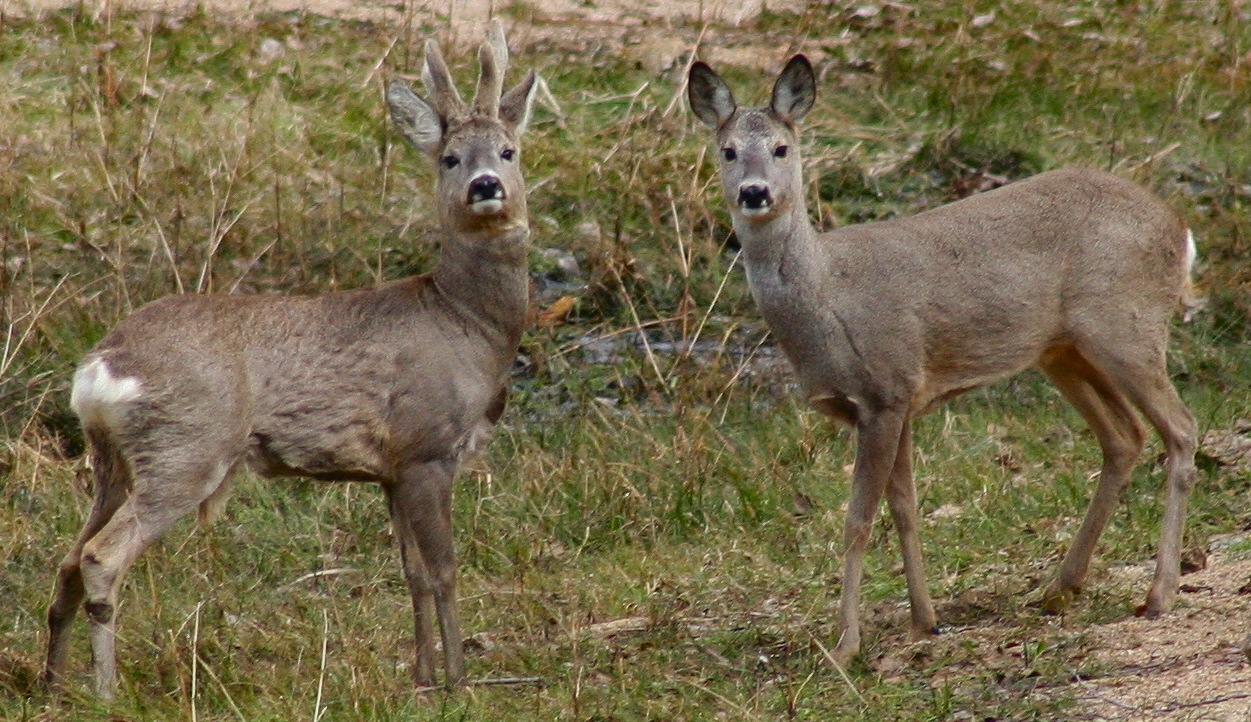
Cérvols

### Fauna
Hi ha 67 espècies d'ocells, peixos, ratpenats, guineu, mostela, marta, senglar, conills, cérvols, serps, etc.

### Gruta
Aproximadament es coneixen aproximadament entre 50 i 60 coves, arcades (restes de coves col·lapsades) o nínxols a les gorges de Turzii, generalment són petites (8 superen els 20 m de longitud, la més gran arriba als 123 m).
La cova "Cetățeaua Mare" ("Peștera lui Balica") es troba a prop del pont núm. 4, al costat dret de la vall de Hășdate. El forat Nichita Balica de Petreștii de Jos, que va participar en la revolta anti-austríaca del Curus, es va refugiar aquí una estona.

## Altres atractius turístics

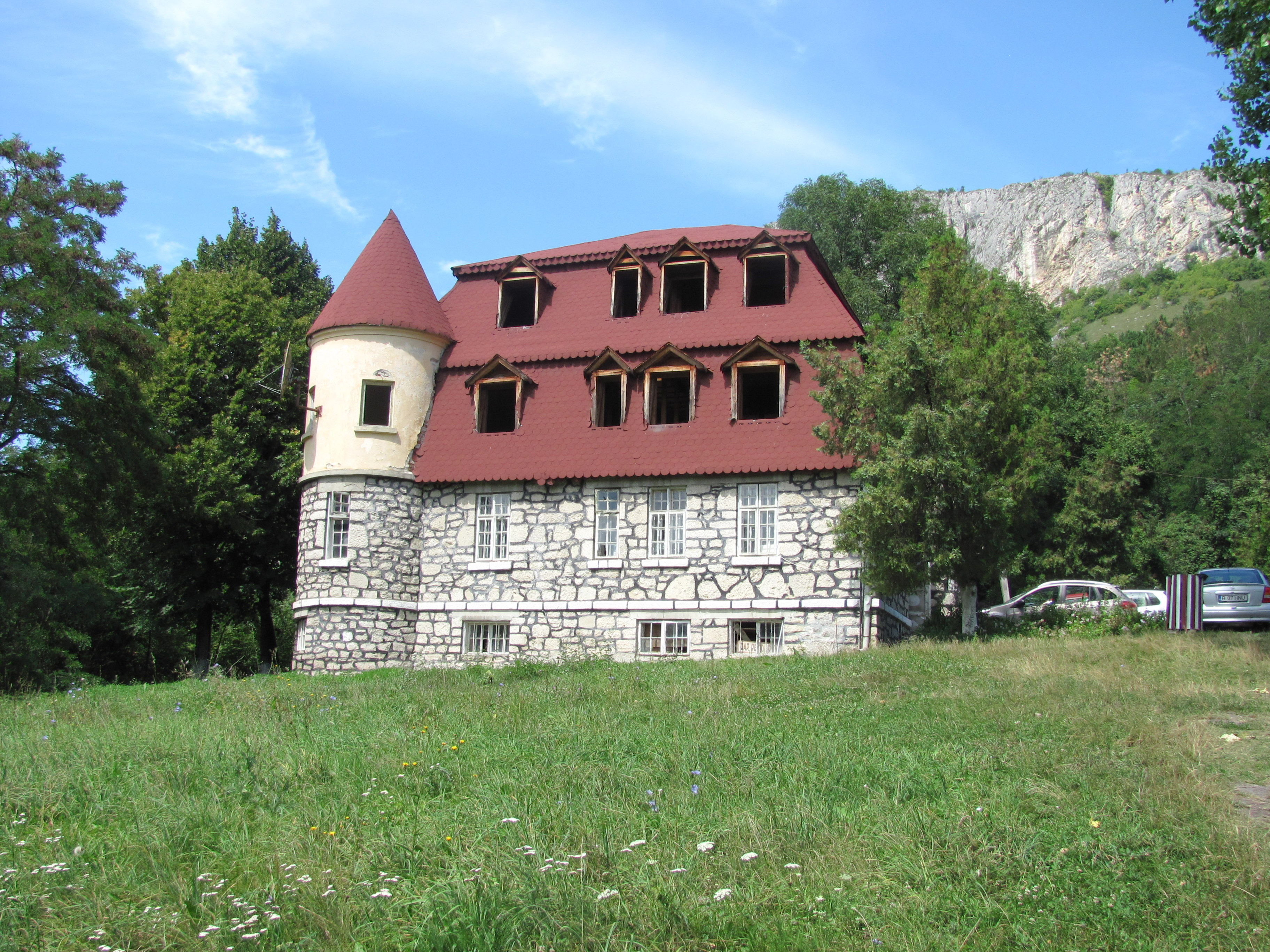
Xalet de Cheile Turzii

Les gorges de Cheile Turzii estan connectades per una sèrie de rutes a altres llocs d'interès turístic, com les gorgues de Cheile Turului, el salt d'aigua de Ciucaș i les gorges de Cheile Borzești.
El 1939, a la part alta de la roca, a la banda esquerra de les Gorges (en direcció al flux de la vall de Hășdate), es va muntar una gran creu (formada per una estreta via de ferrocarril). La creu es va col·locar i consagrar en una cerimònia pública, a la qual van assistir tant locals com funcionaris de Turda. La creu va caure el 1998, sent substituïda l'abril de 1999 per una altra, també de metall. Aquesta creu va ser erigida pels membres de l '"Associació de Muntanyencs Pajura" de Turda.
L'antiga església de fusta construïda el 1937 a la carena del costat dret de les gorges (en direcció a la vall de Hășdate), a l'emplaçament d'un antic monestir greco-catòlic, va ser enderrocada el 1966, ja que ja no s'utilitzava. al mateix temps en una fase avançada de deteriorament.
El 1935 es va obrir una casa rural d'aspecte medieval a Chei, amb la instal·lació posterior de diverses cases de vacances a la zona.
És una zona preferida pels escaladors a causa de la verticalitat de les parets i l'accés amb equips relativament fàcil. Hi ha més de 200 senders que escalen anualment amb diverses competicions i monuments commemoratius.

## Galeria d'imatges

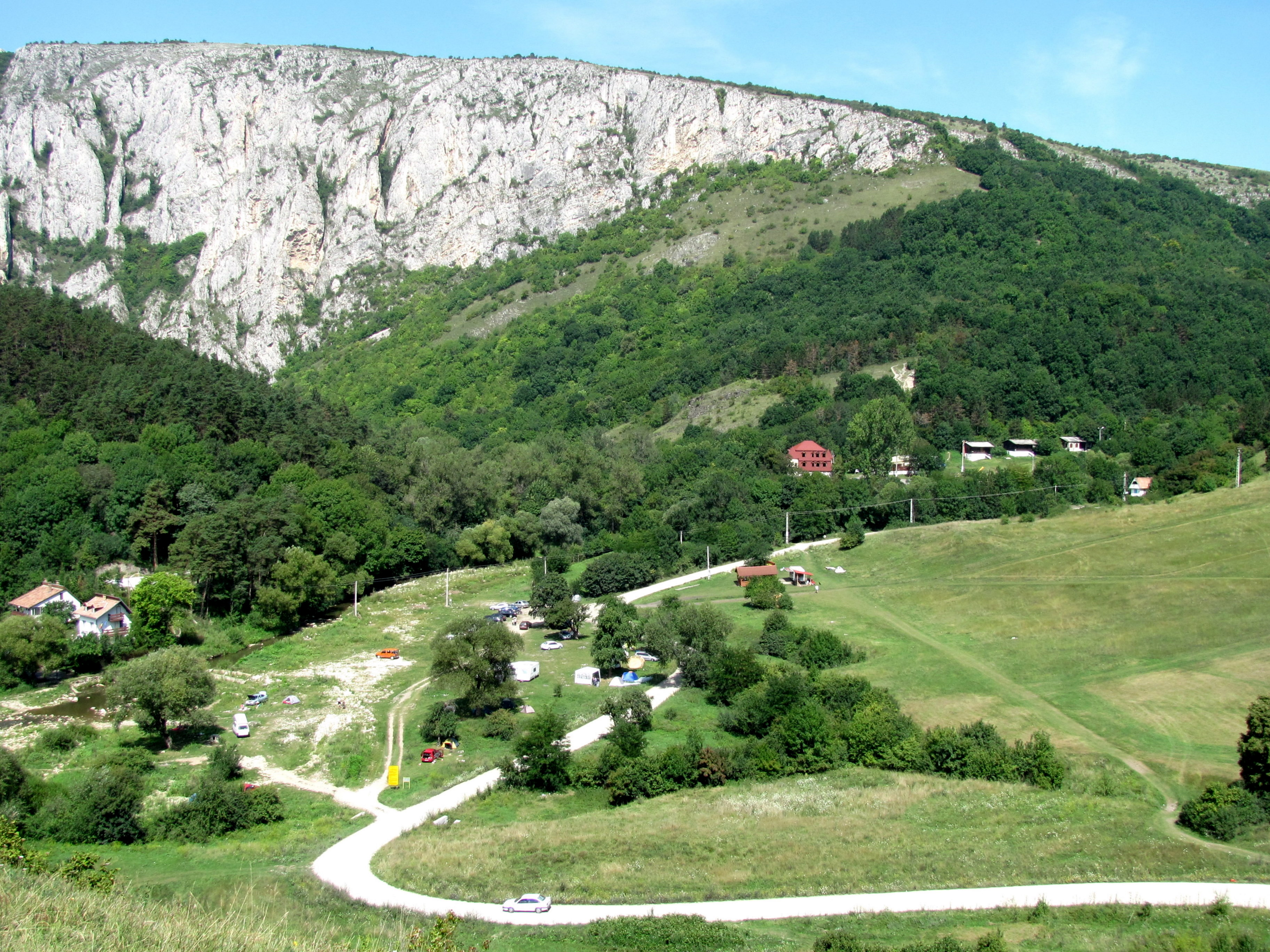
Gorges de Turzii
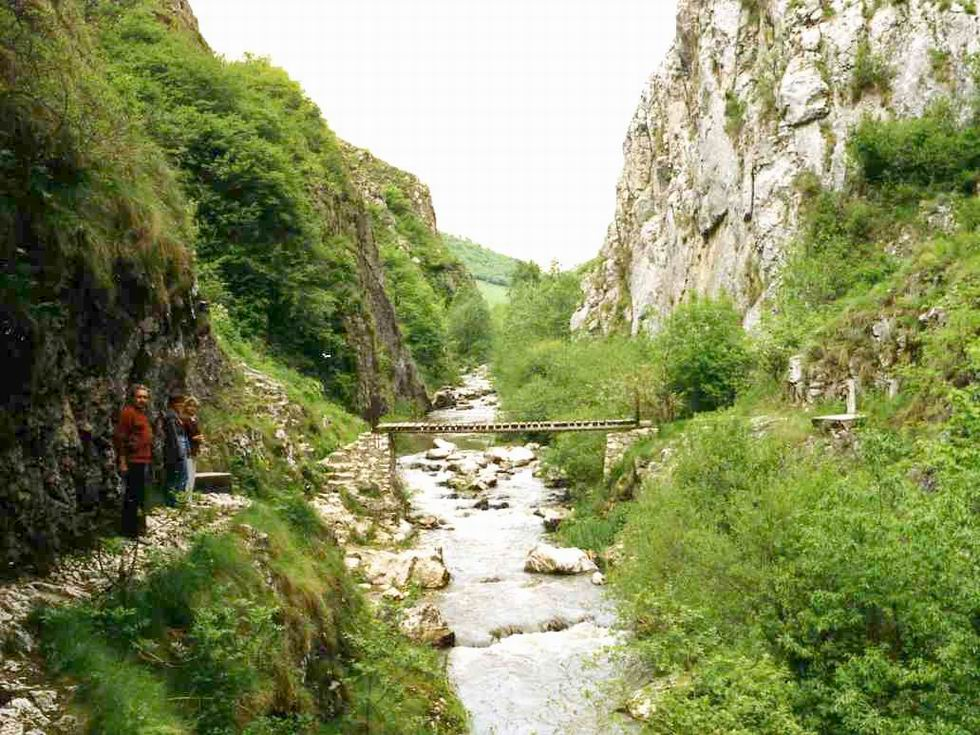
Pont 1 ("Pont de la Cova") sobre la vall de Hăşdate
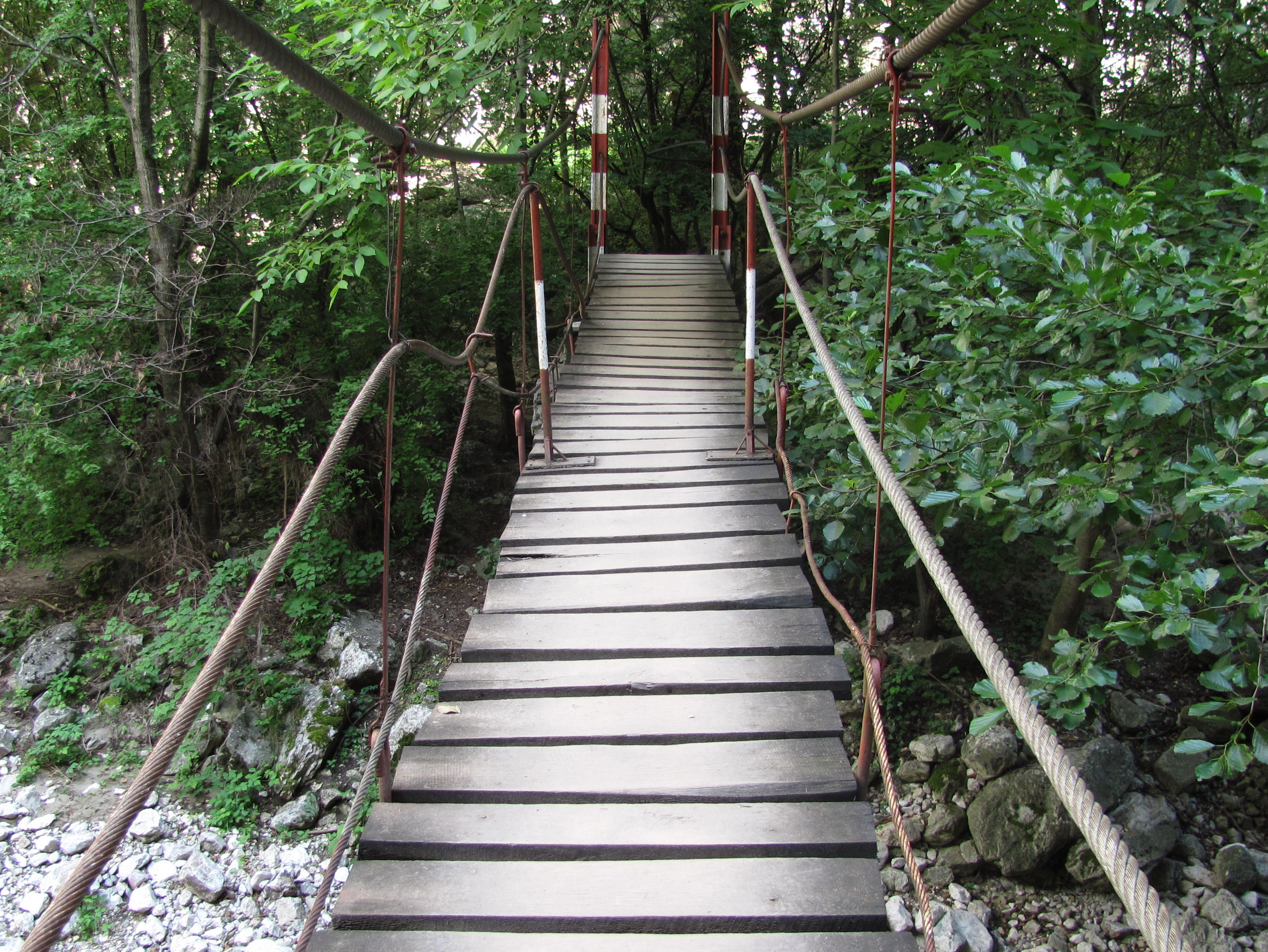
Pont 2 ("Mig de la clau") sobre la vall de Hăşdate
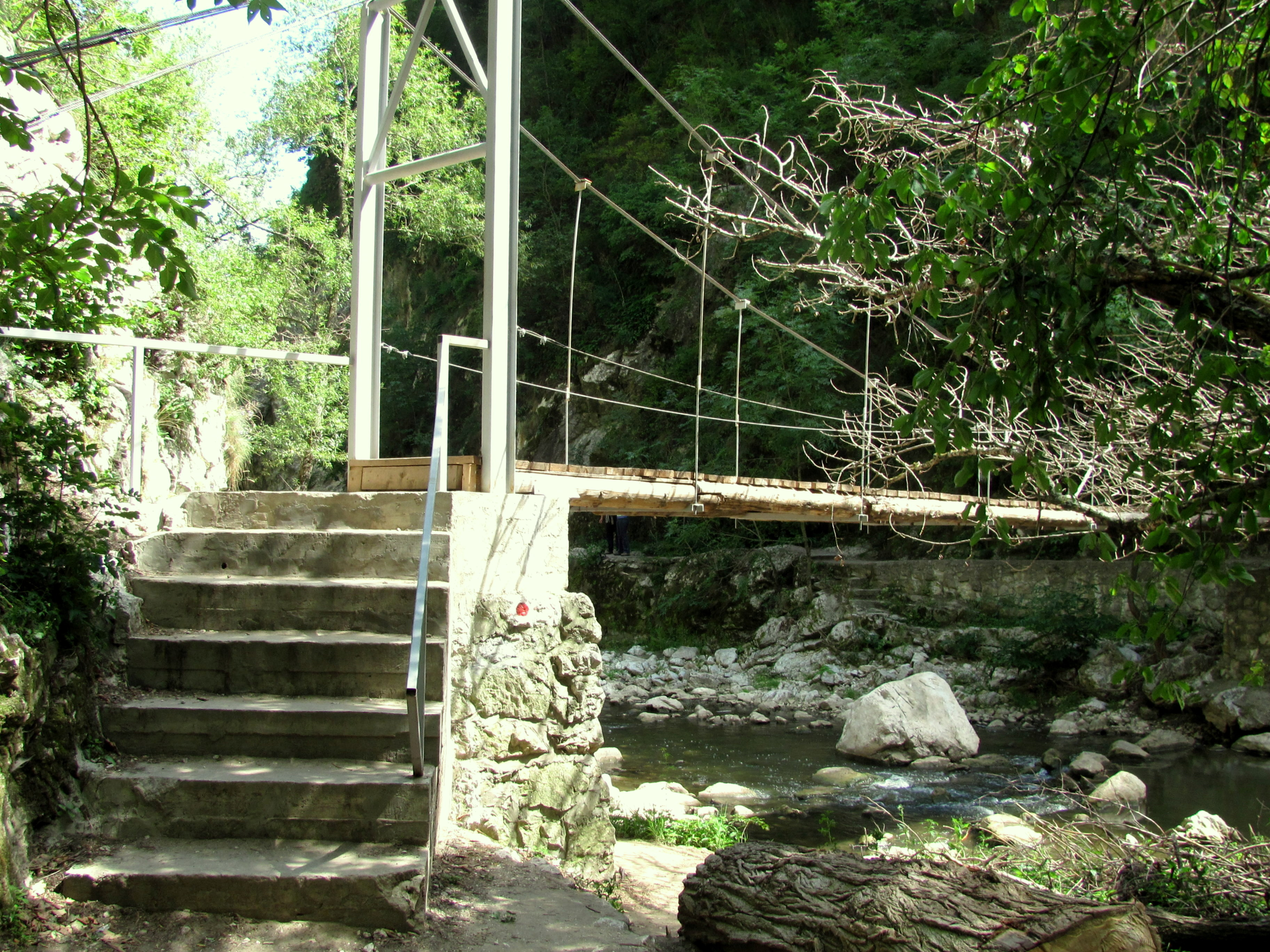
Pont 3 ("cau rentat") sobre la vall de Hăşdate
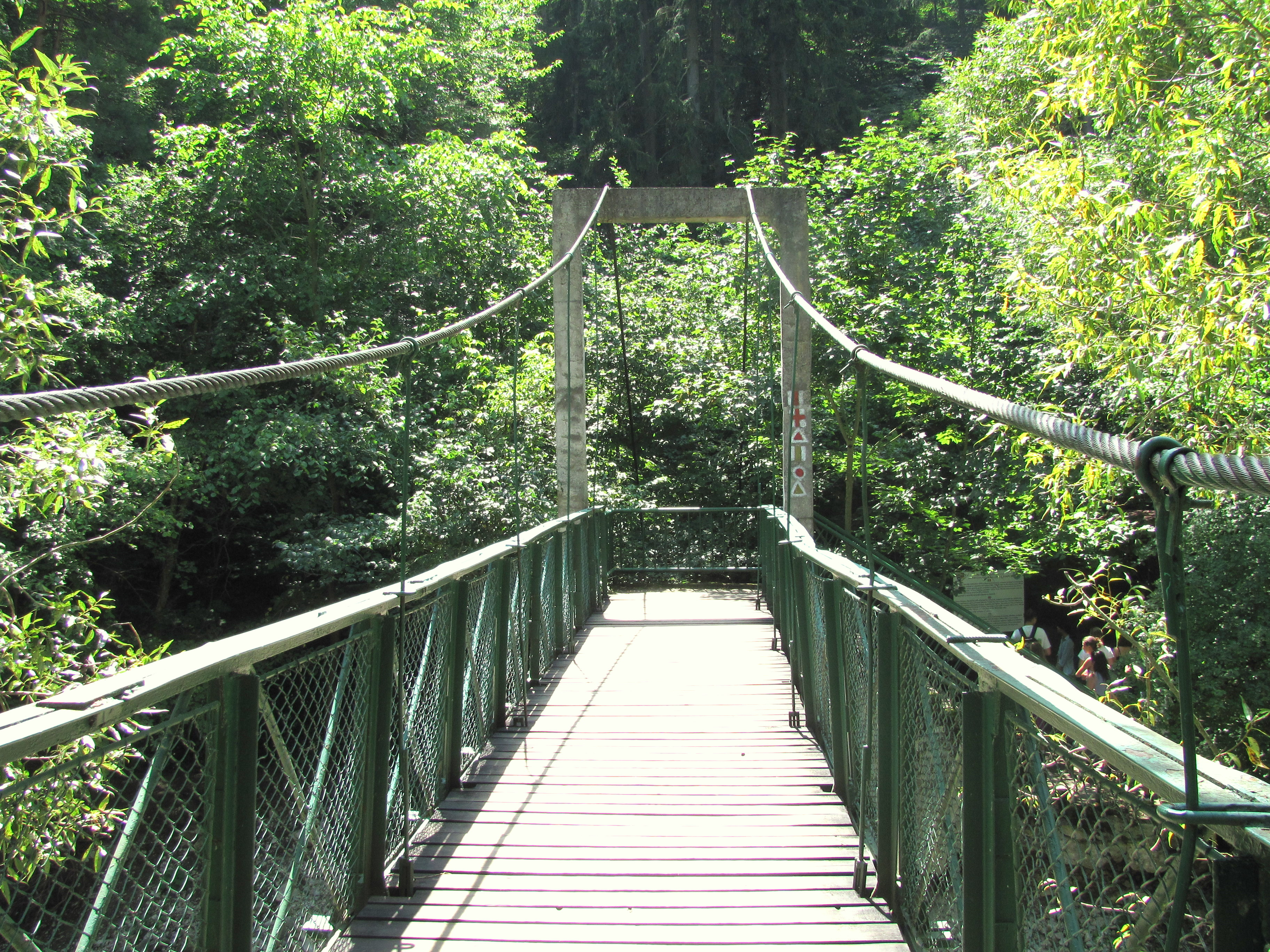
Pont 4 ("Portiţa Cheilor") sobre la vall de Hăşdate
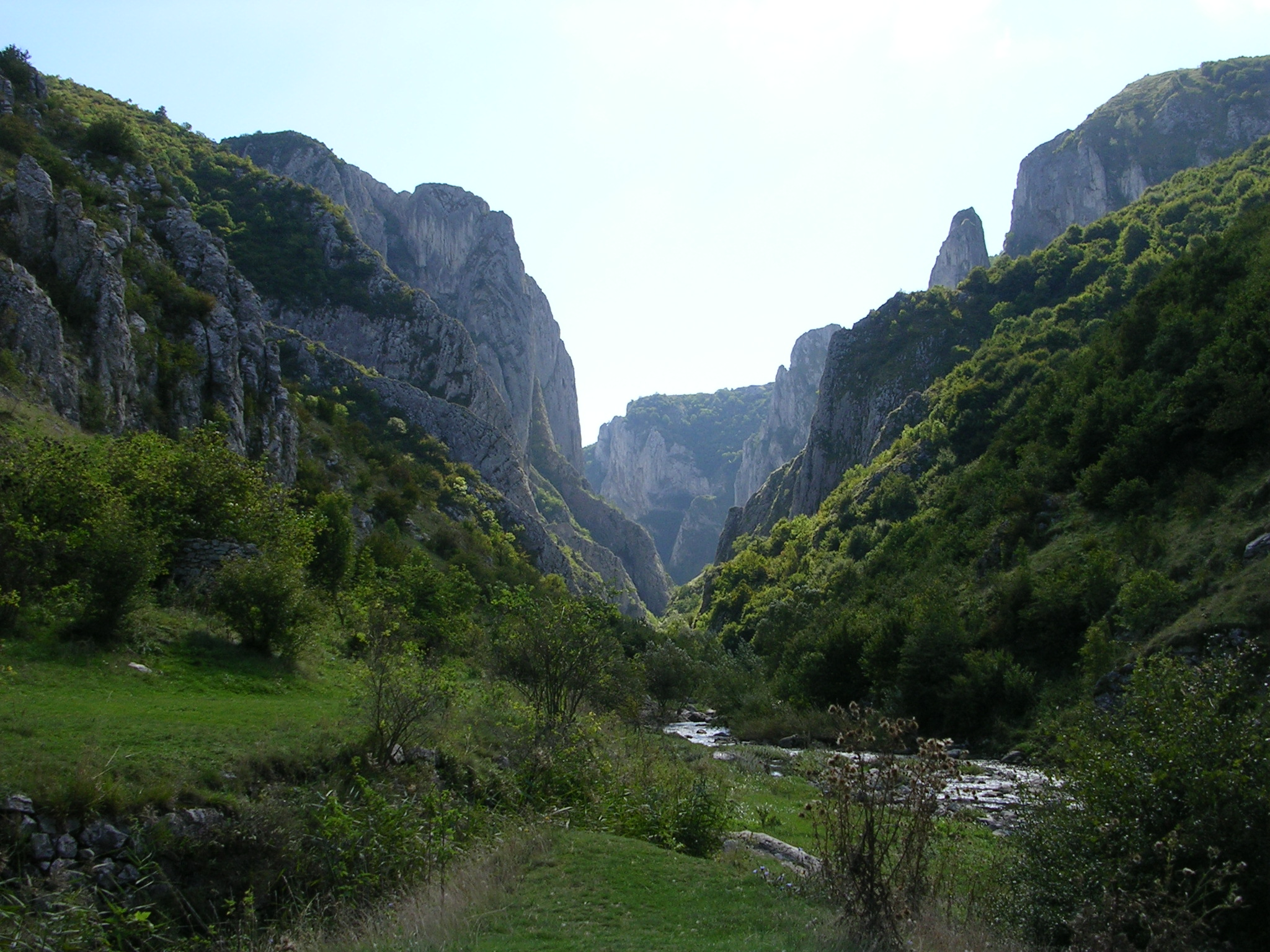
Gorges de Turzii
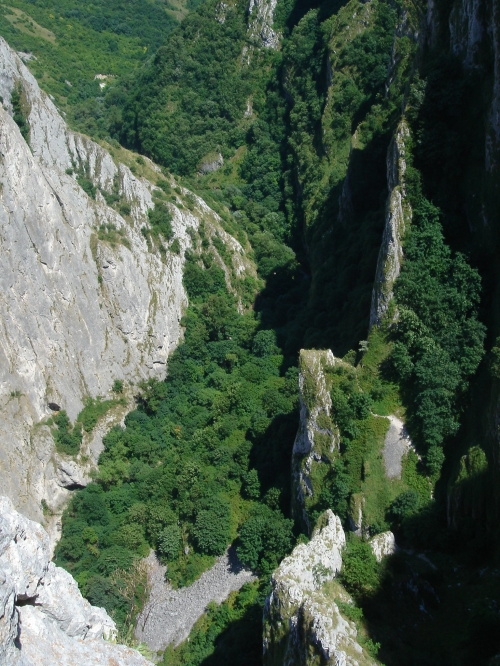
Vista des de la ruta "Hans Gora"
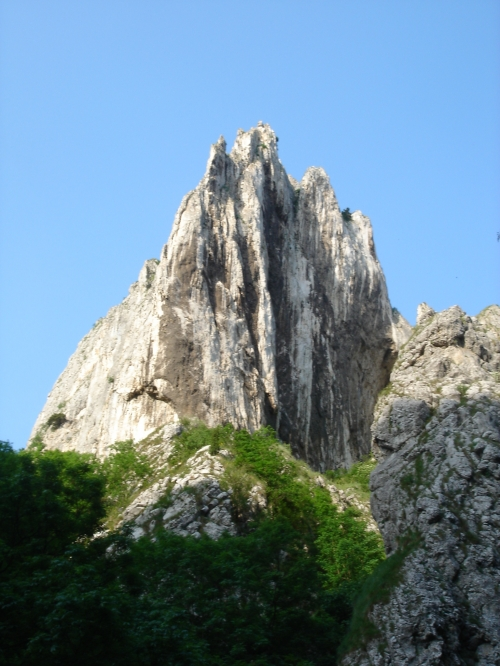
"Sharp Tower"
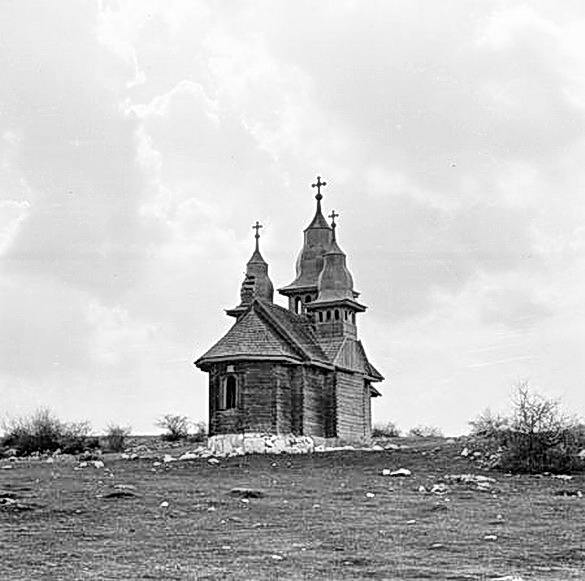
Antiga església de fusta de l'antic monestir greco-catòlic de Petrid de Cheile Turzii el 1955
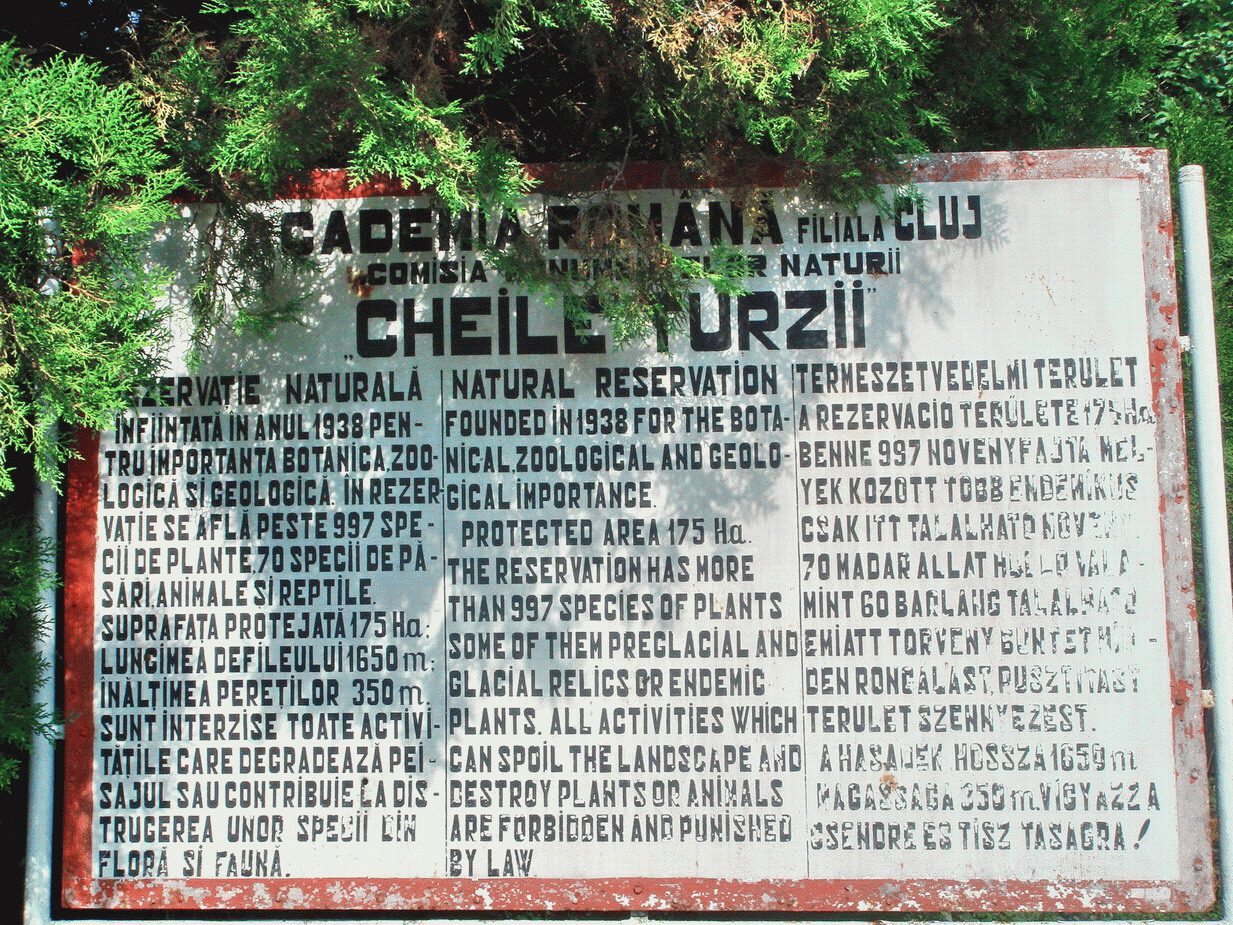
Gorges de Turzii Tauler d'informació
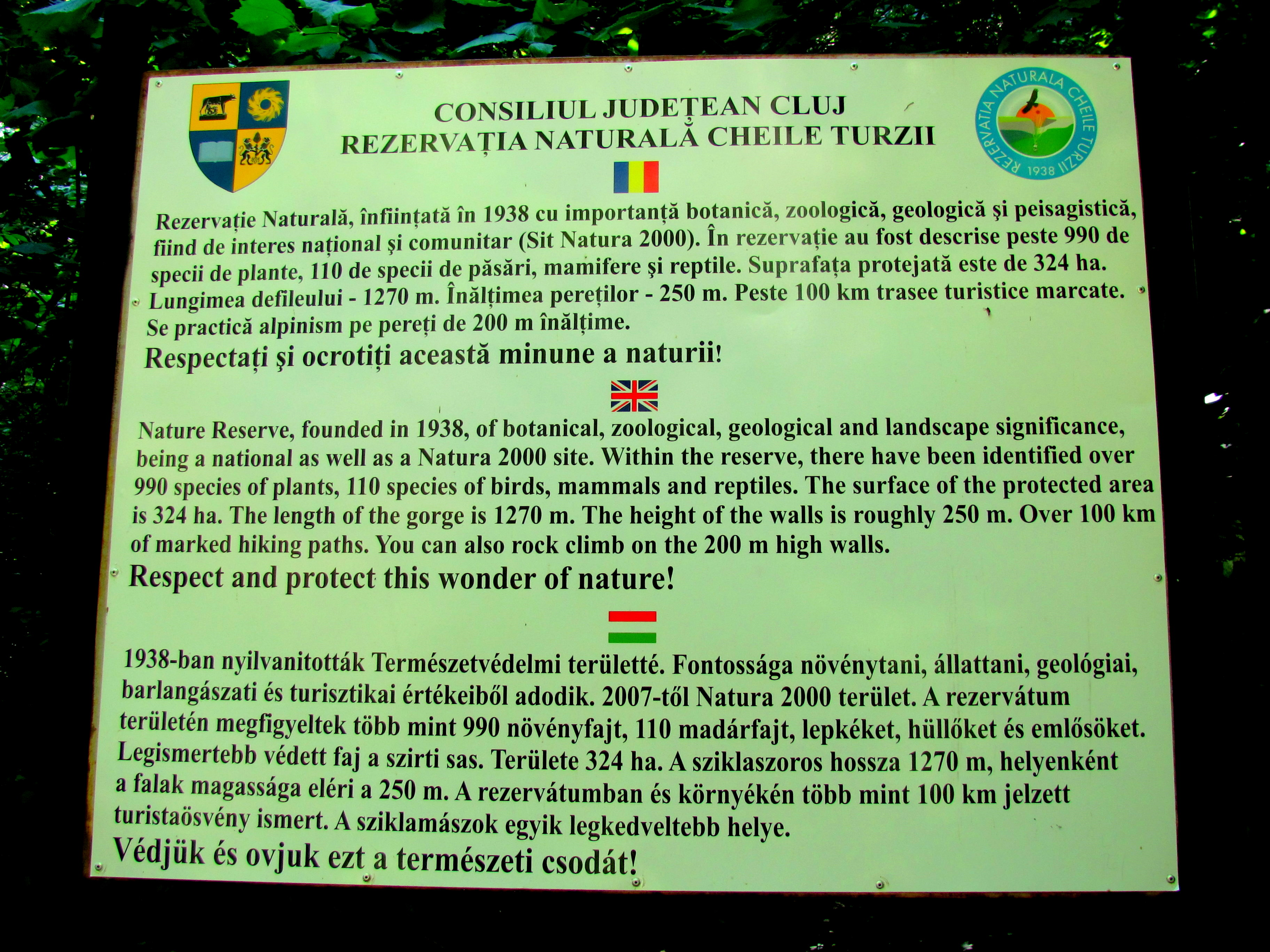
Gorges de Turzii Tauler indicador
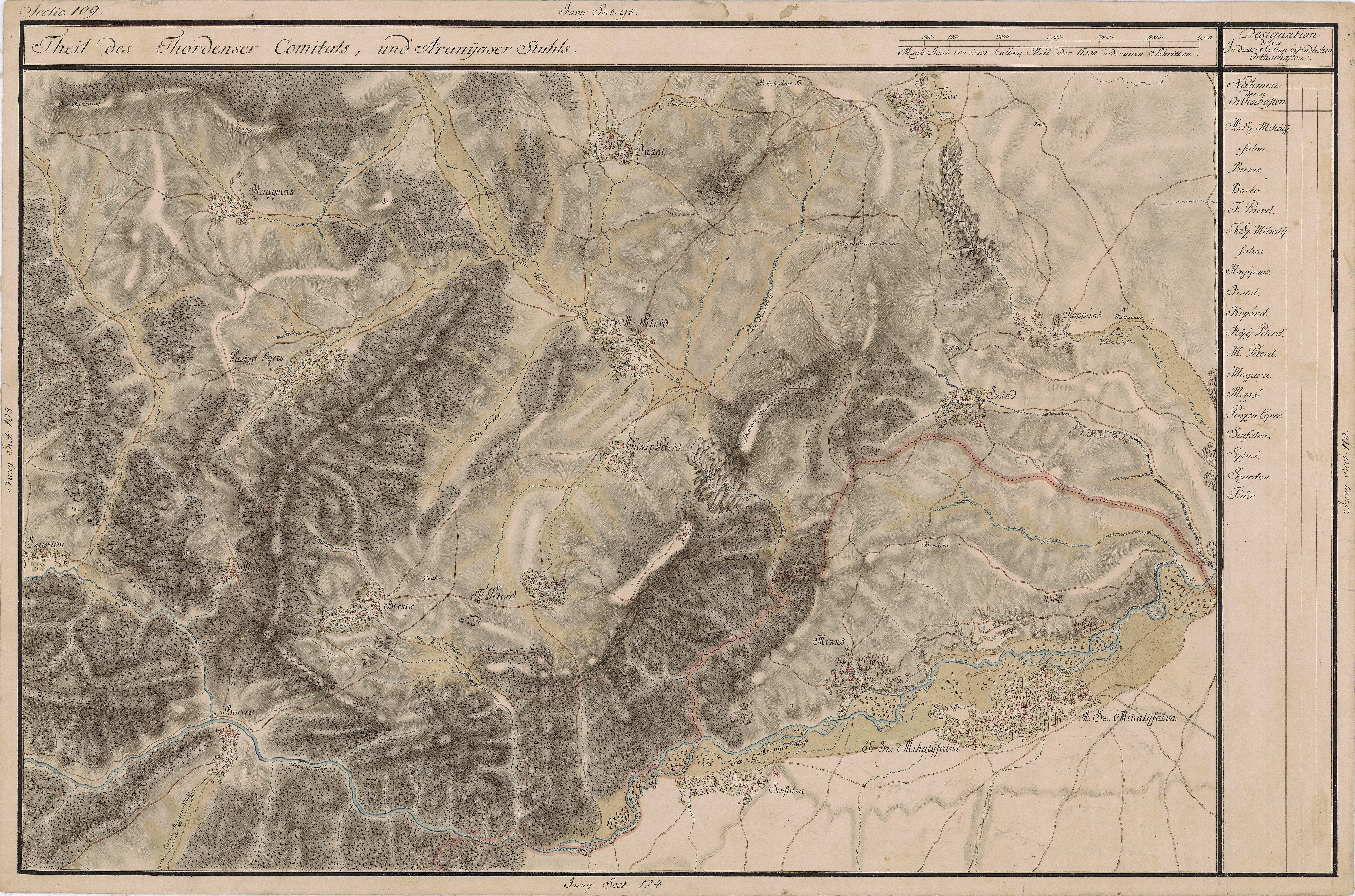
L'antic monestir petrid de Cheile Turzii al mapa josefí de Transsilvània de 1769 a 1773 ("Monostor")
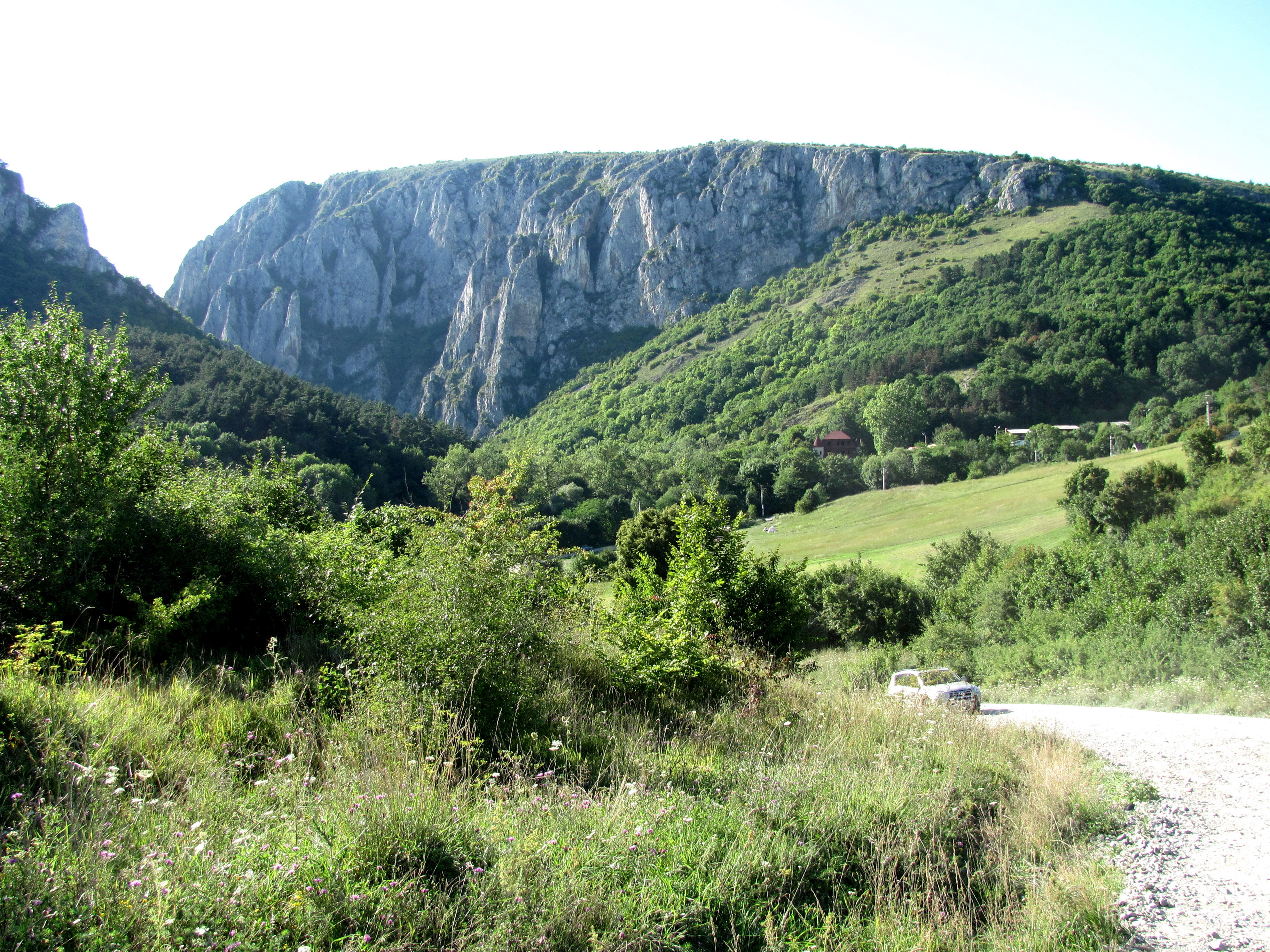
Gorges de Turzii
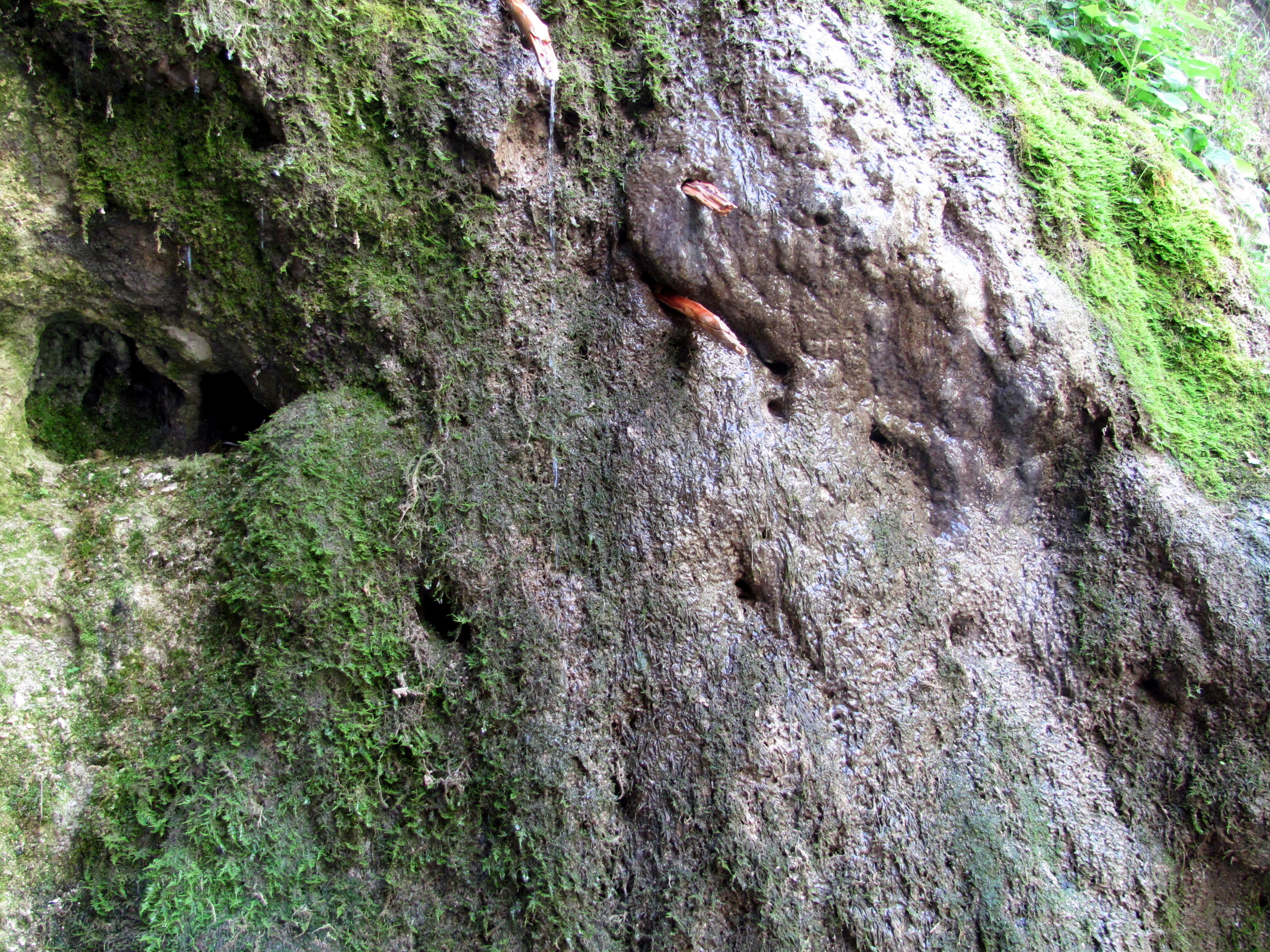
Gorges de Turzii Font d'aigua potable
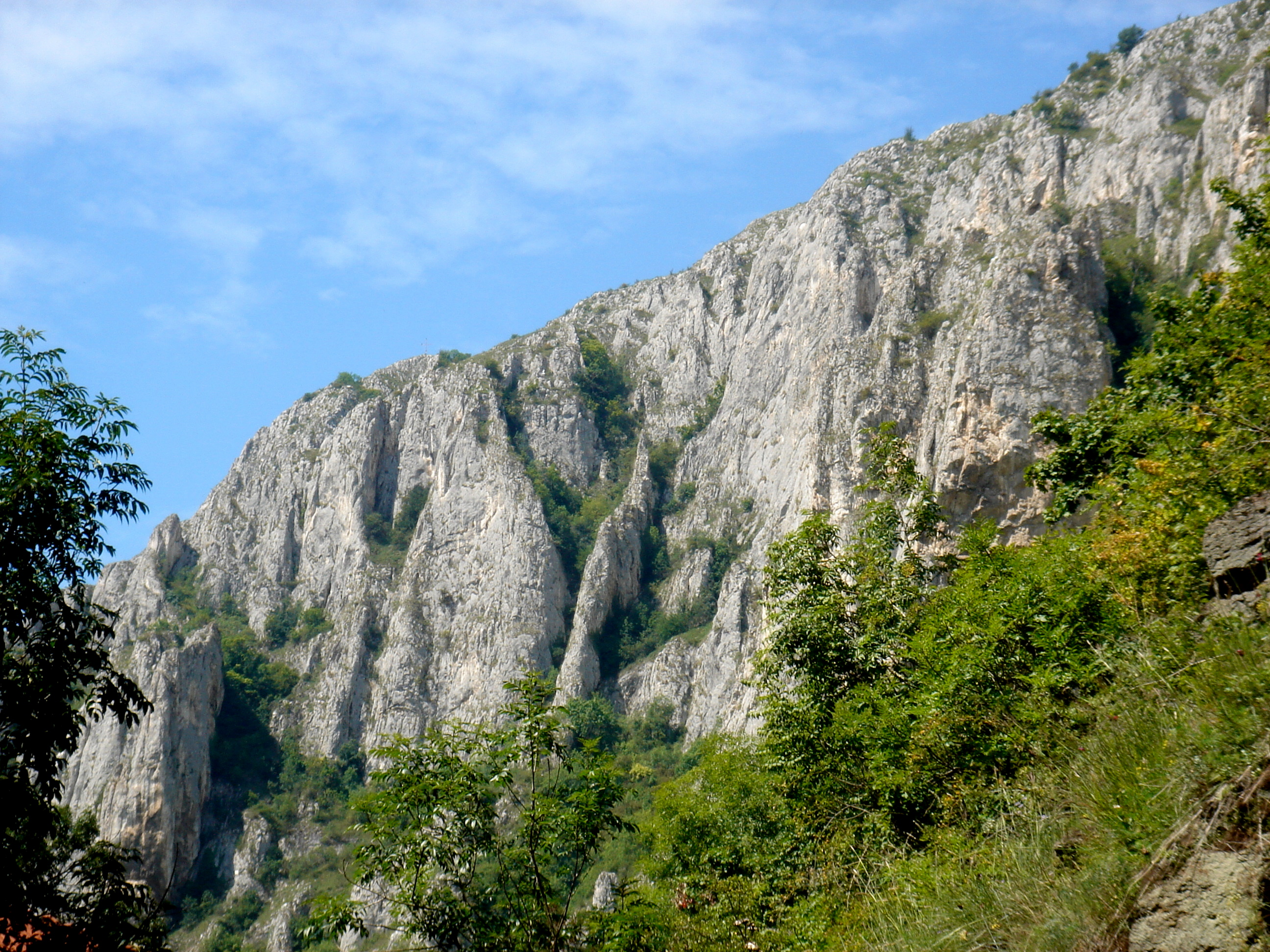
Gorges de Turzii penya-segats
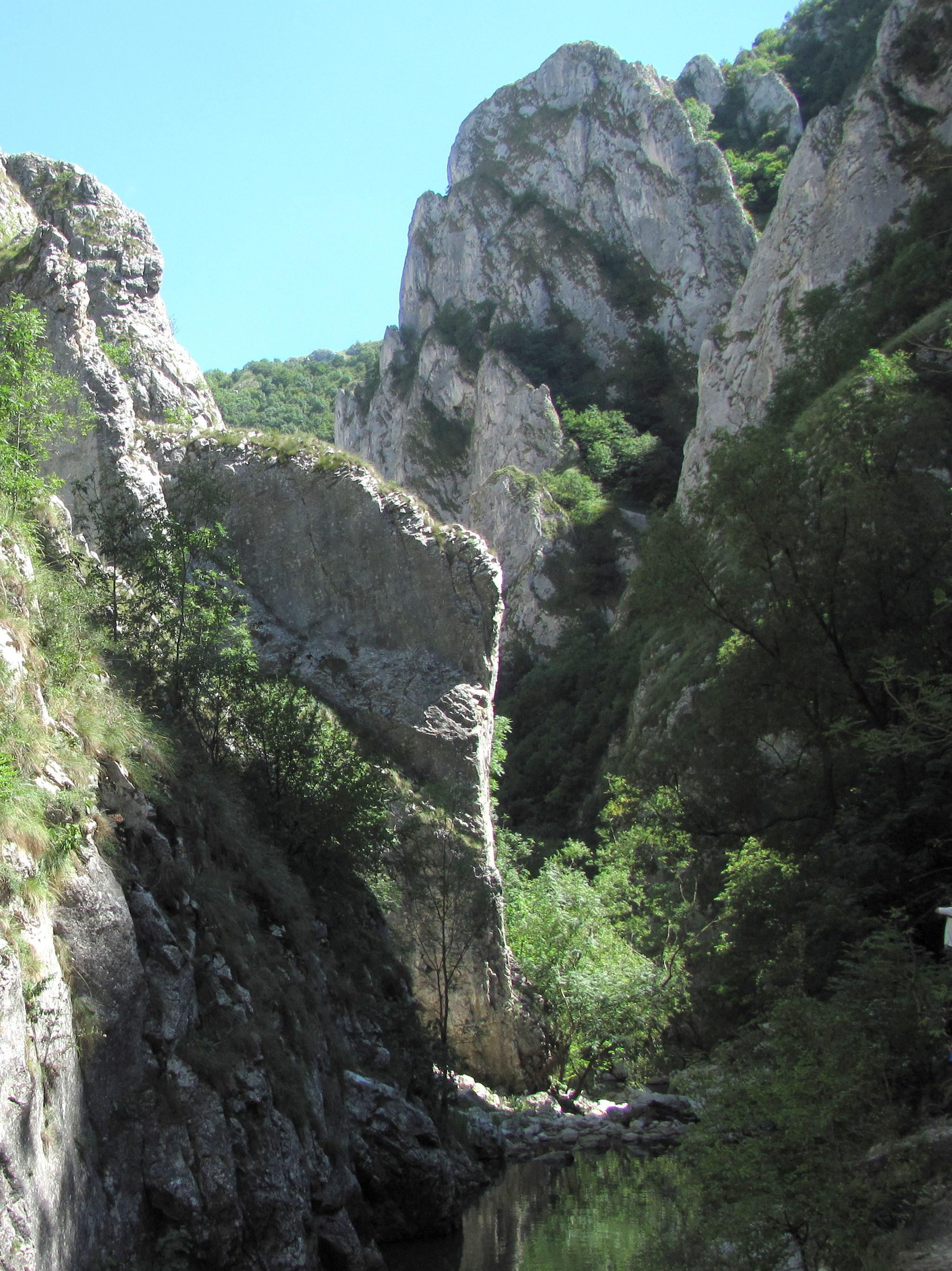
Gorges de Turzii penya-segats
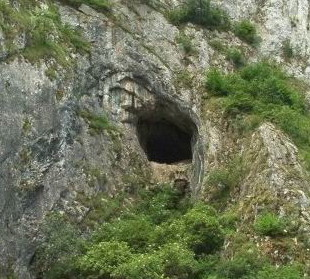
Gorges de Turzii "La cova de Balica"
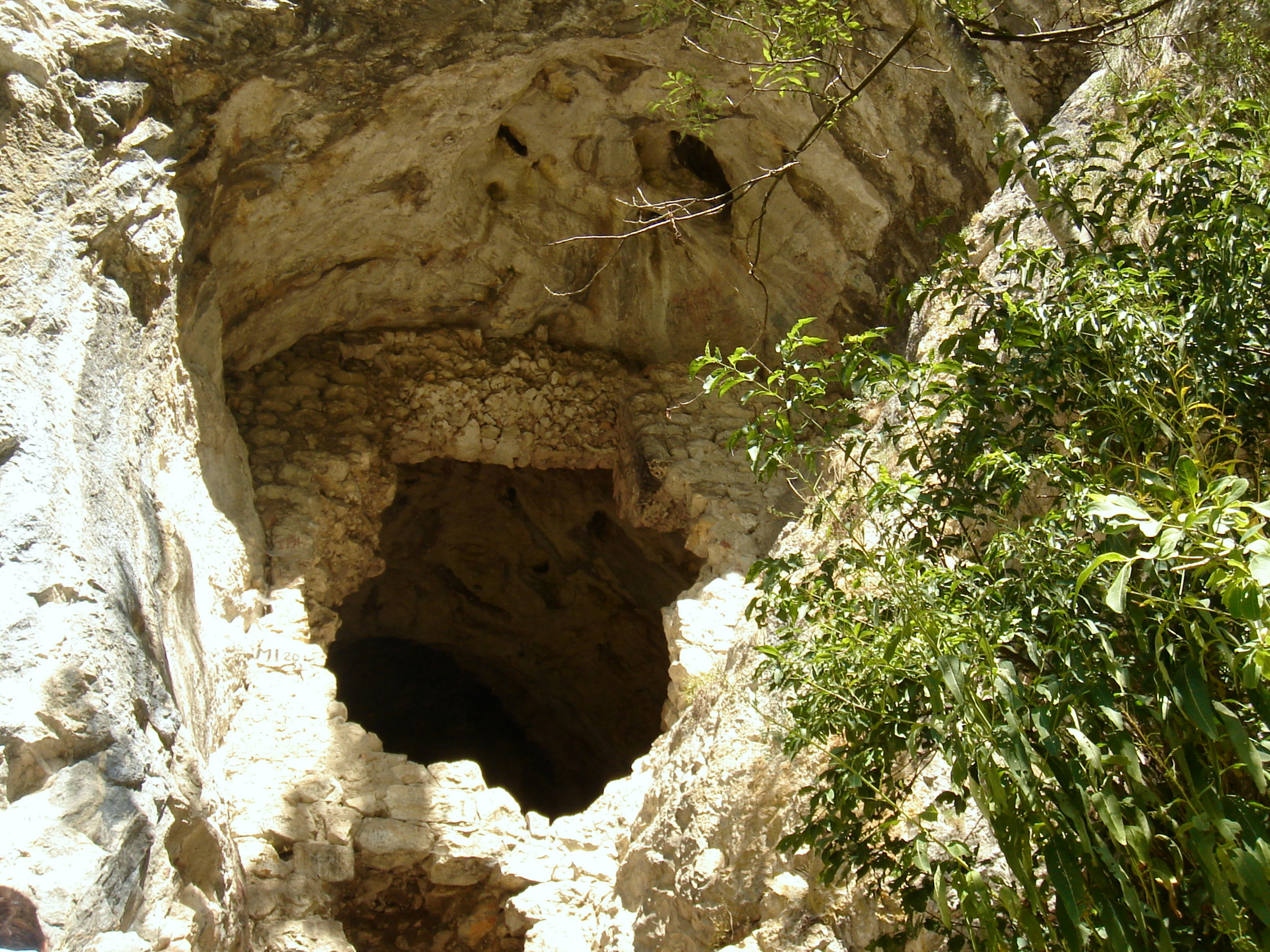
Gorges de Turzii Cova "Petita fortalesa"
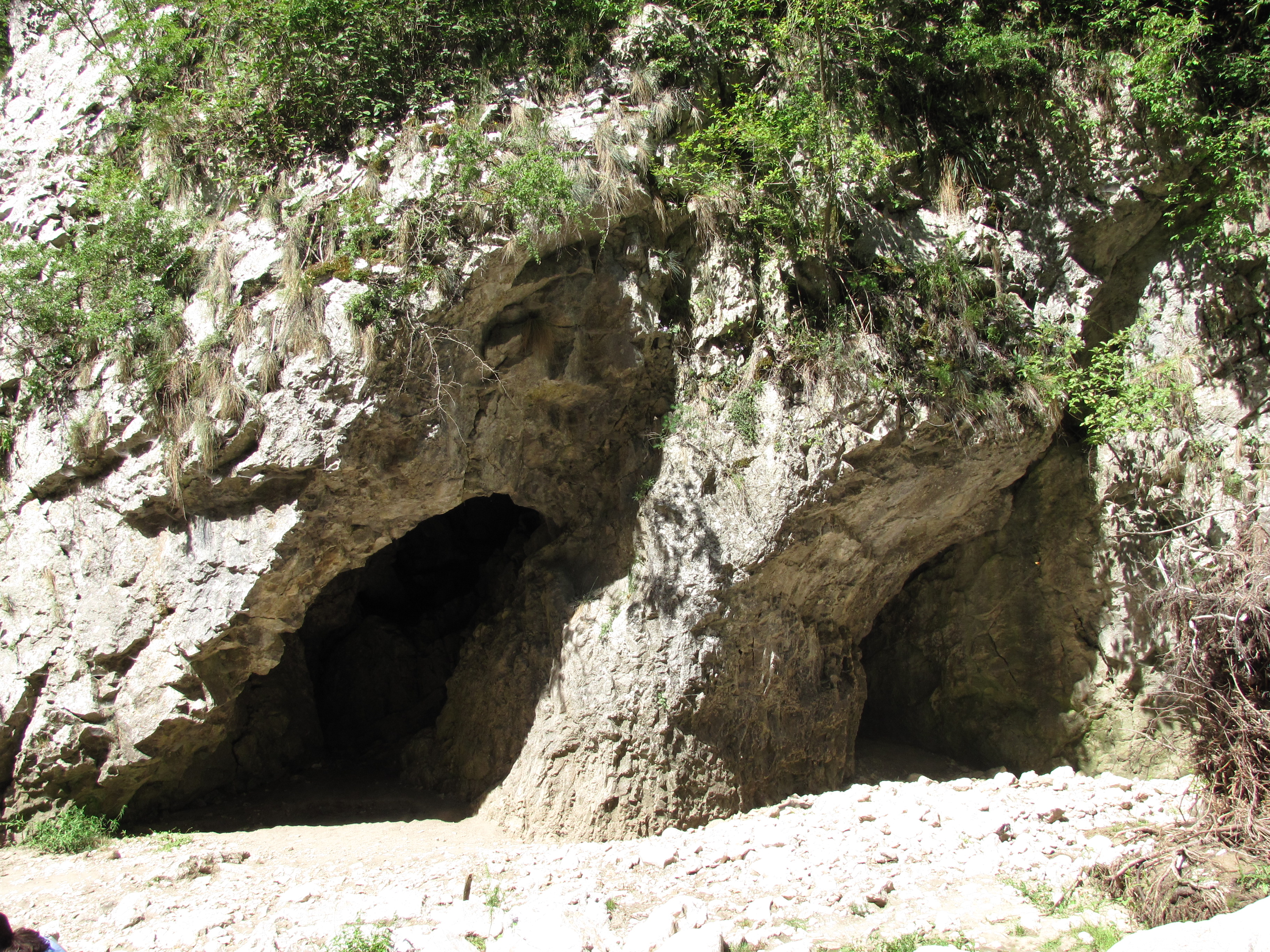
Gorges de Turzii gruta
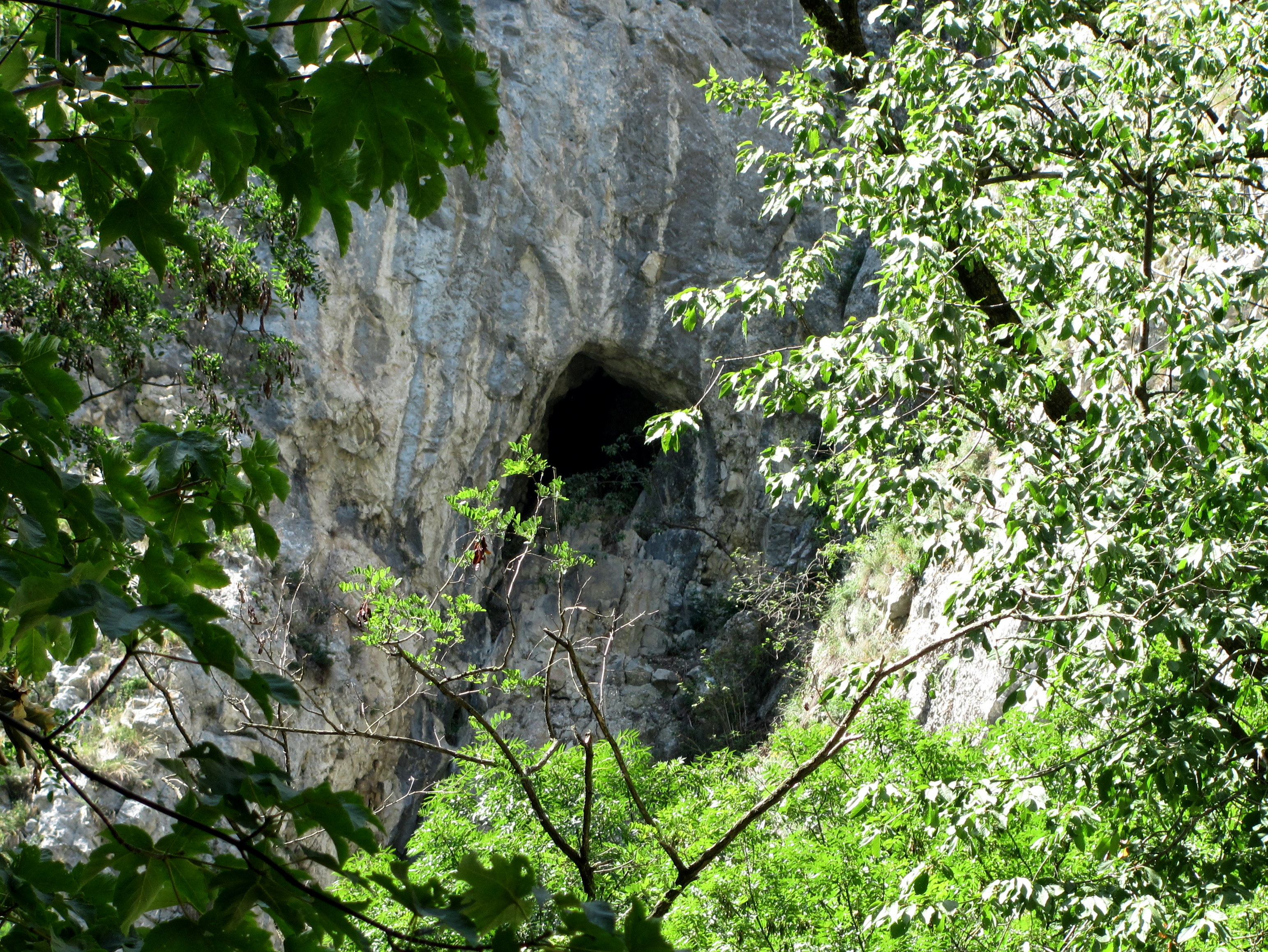
Gorges de Turzii Cova
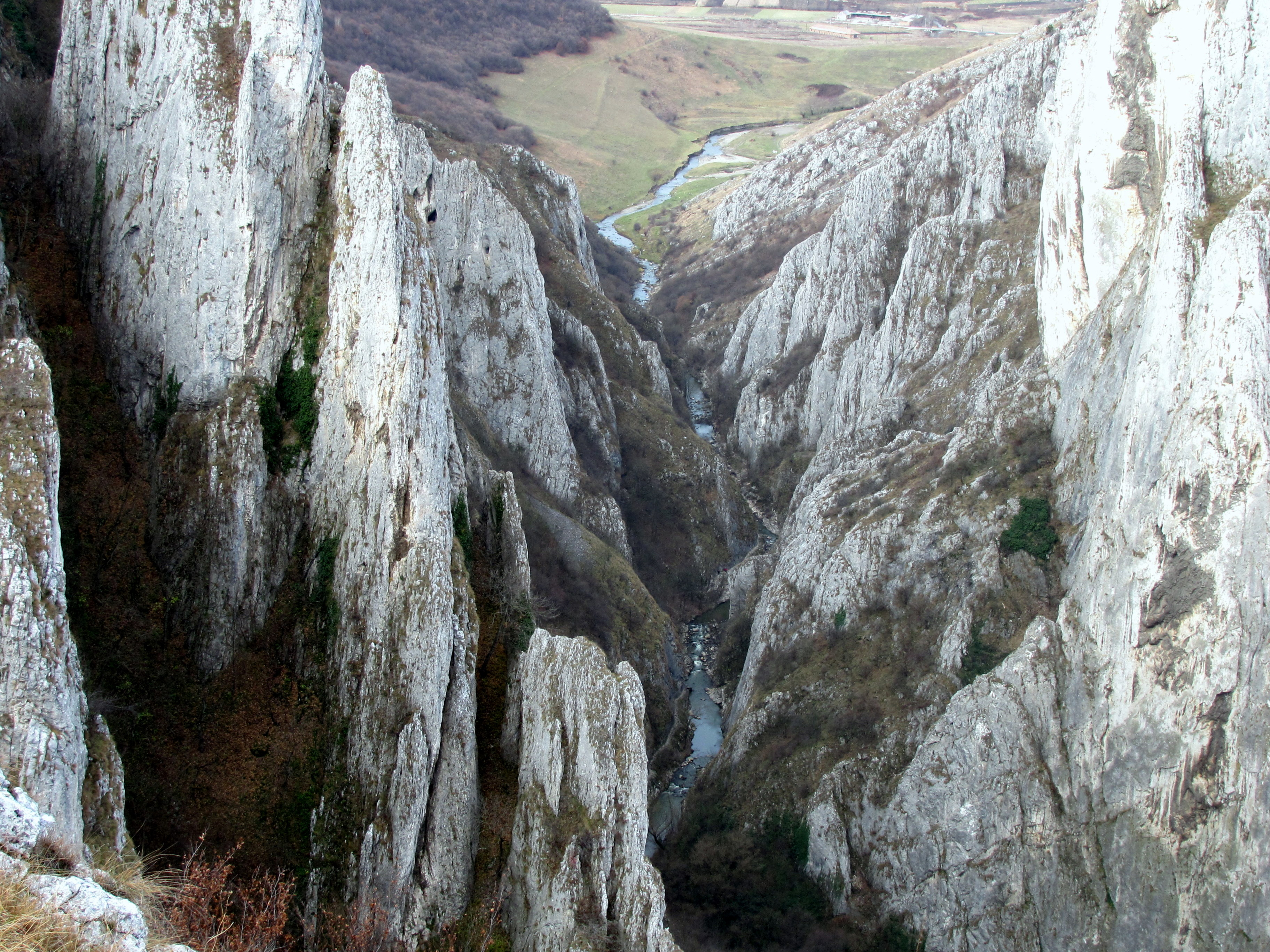
Riu Hășdate a l'entrada de Cheile Turzii des de Petreștii de Jos
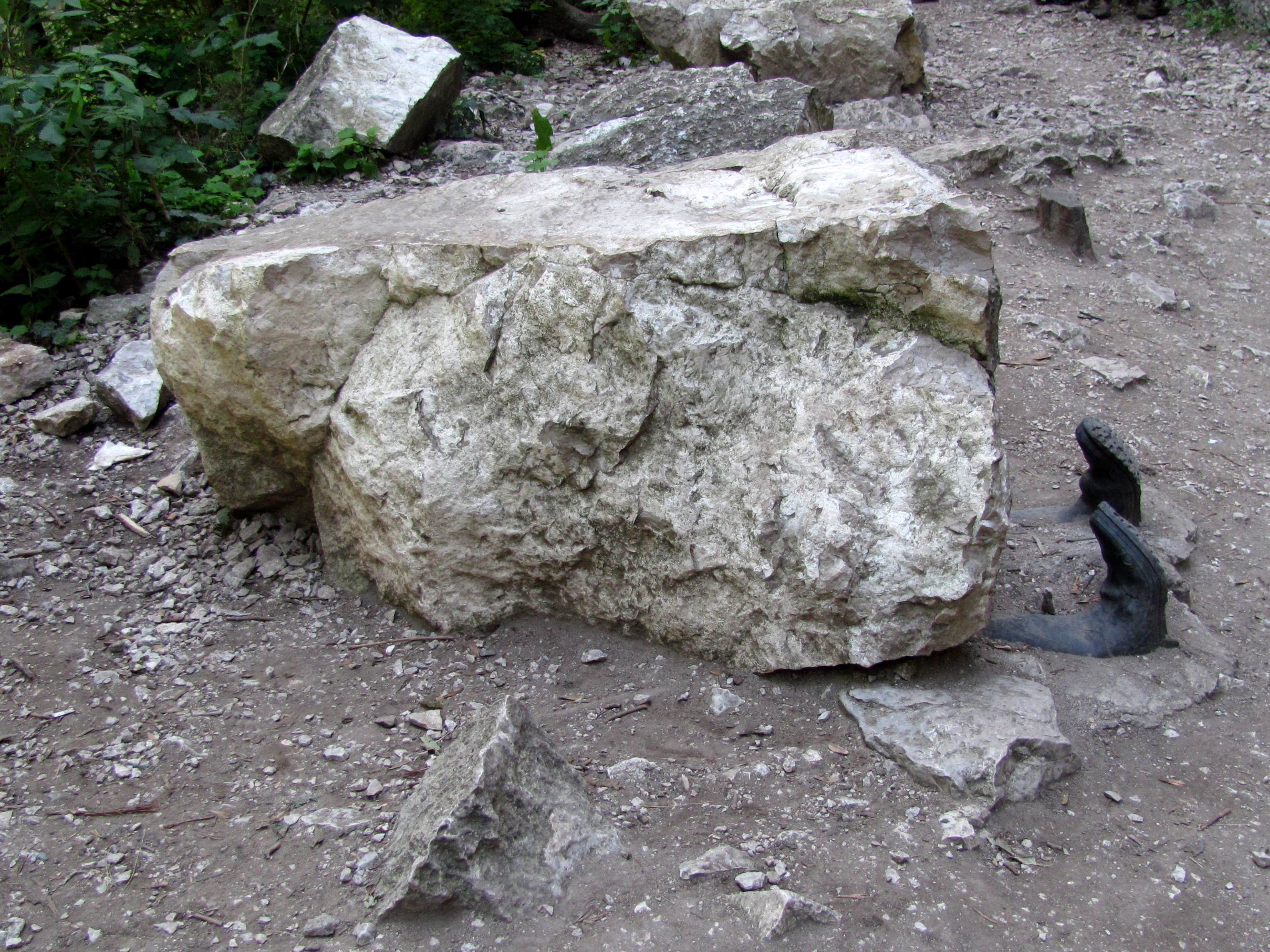
Imatge de Cheile Turzii
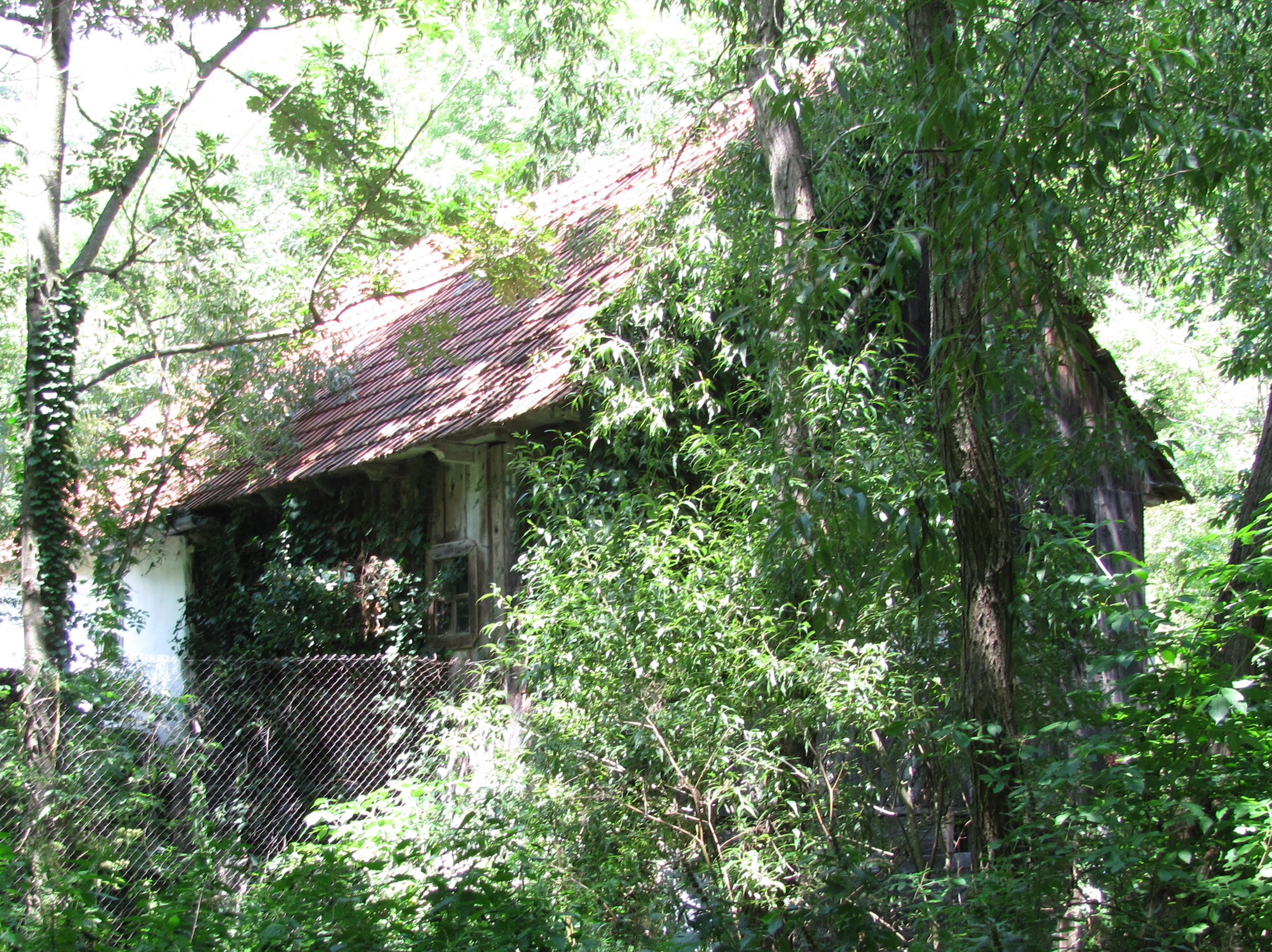
Imatge de Cheile Turzii
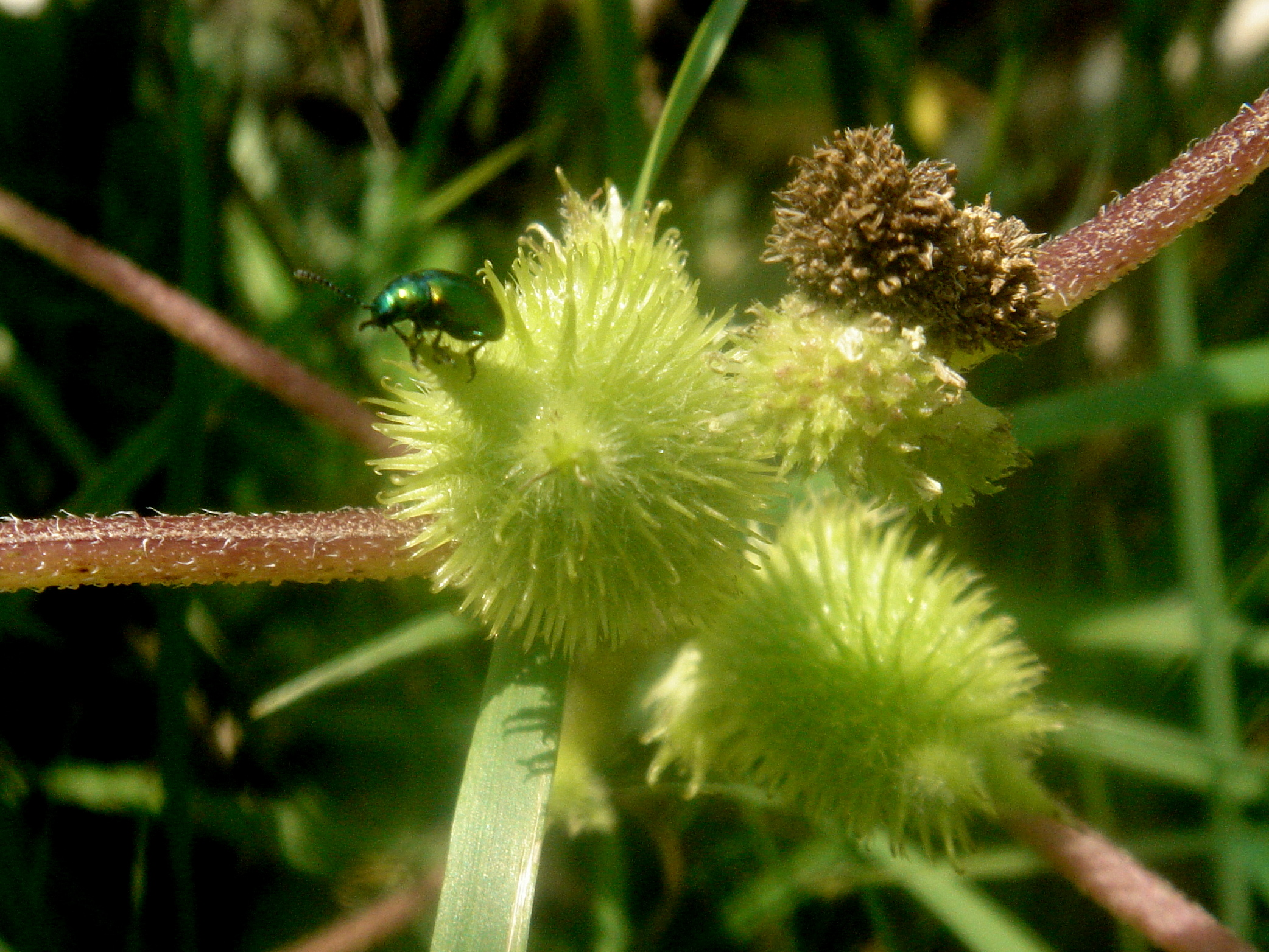
Imatge de Cheile Turzii
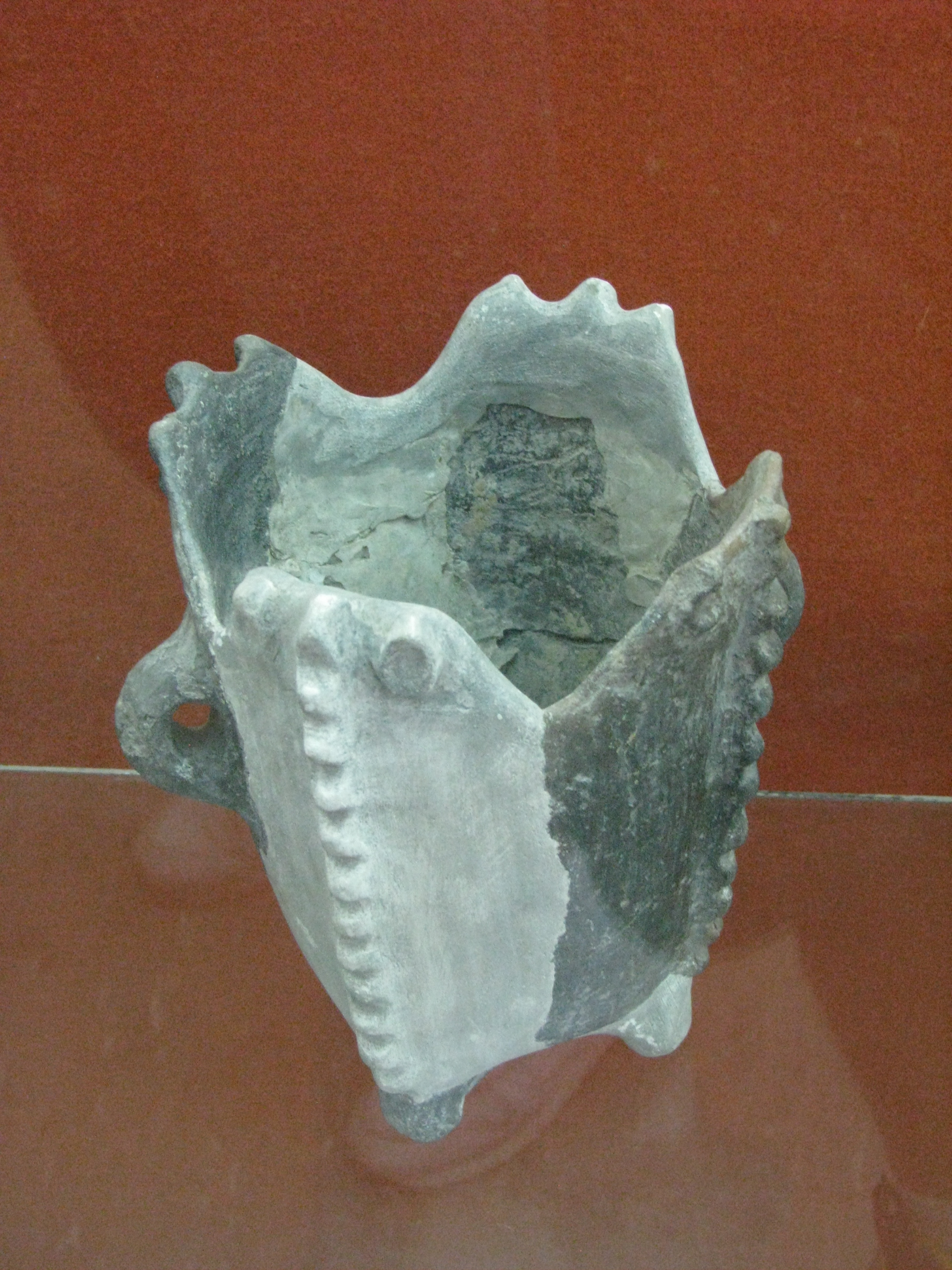
Objecte eneolític trobat a Cheile Turzii (Museu Nacional de la Unió Alba Iulia)
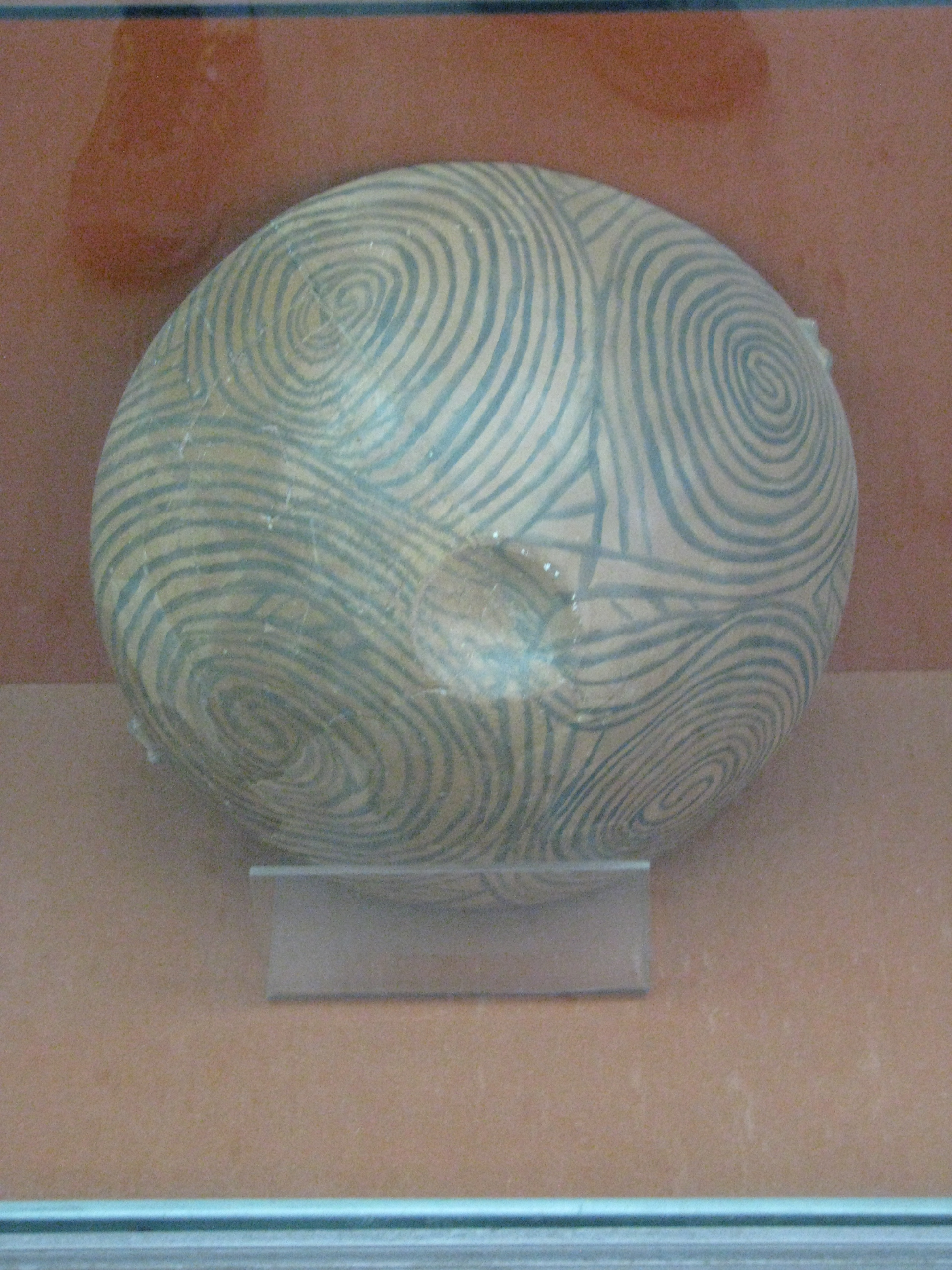
Objecte eneolític trobat a Cheile Turzii (Museu Nacional de la Unió Alba Iulia)